# لوکا اسکریبانی روسی
لوکا اسکریبانی روسی (انگلیسی: Luca Scribani Rossi؛ زادهٔ ۲۹ دسامبر ۱۹۶۰) تیرانداز اهل ایتالیا بود.
وی در مسابقات کشوری و بین‌المللی در مجموع برندهٔ ۱ مدال نقره شده‌است.